# Альціон-галатея вохристогрудий
Альціо́н-галатея вохристогрудий (Tanysiptera sylvia) — вид сиворакшоподібних птахів родини рибалочкових (Alcedinidae). Мешкає в Австралії та на Новій Гвінеї.

## Опис

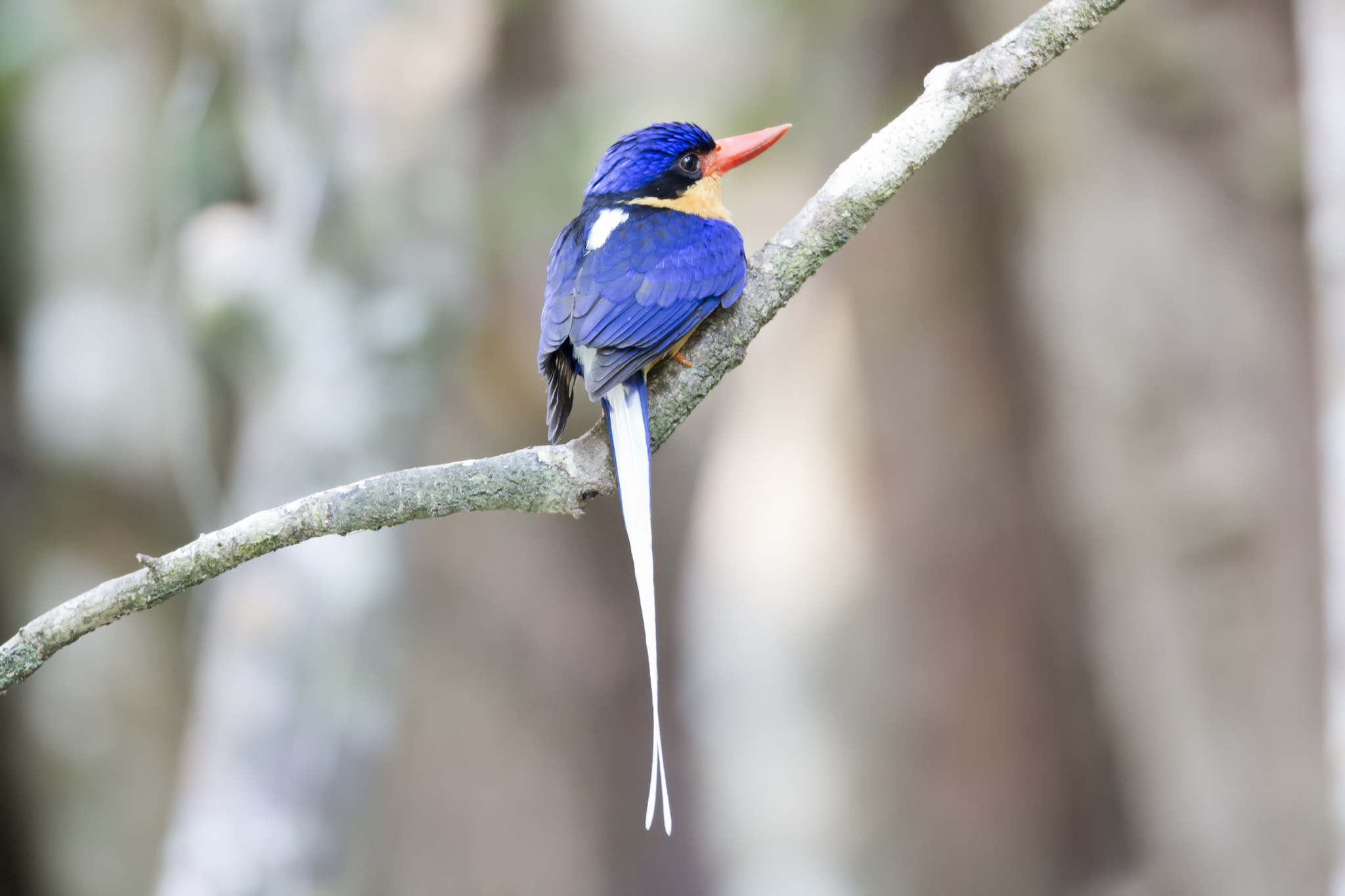
Вохристогрудий альціон-галатея

Довжина птаха становить 29-37 см, враховуючи довгий хвіст довжиною 18 см, вага 45-50 г. Верхня частина голови і верхня частина тіла сині або пурпурові, через очі ідуть широкі чорні смуги. Нижня частина тіла яскраво-охриста, надхвістя і нижня частина спини білі. На верхній частині спини біла пляма. крайні стернові пера сині, центральні стернові пера видовжені, довші за крайні на 13 см, синьо-білі. Дзьоб і лапи червоні. У молодих птахів дзьоб коричневий, лапи рожвуваті, забарвлення більш тьмяне, центральні стернові пера короткі.

## Підвиди
Виділяють два підвиди:
- T. s. salvadoriana Ramsay, EP, 1879 — узбережжя Центральної провінції Папуа Нової Гвінеї;
- T. s. sylvia Gould, 1850 — північно-східне узбережжя Квінсленду, острови Торресової протоки[6]. Взимку мігрують до Нової Гвінеї.

Tanysiptera nigriceps раніше вважався підвидом вохристогрудого альціона-галатеї.

## Поширення і екологія
Вохристогруді альціони-галатеї гніздяться в Австралії (з листопада до початку квітня) і у Папуа Новій Гвінеї. Австралійські популяції взимку мігрують на північ, до Нової Гвінеї. Вохристогруді альціони-галатеї живуть у вологих рівнинних і гірських тропічних лісах, на берегах річок і озер, на висоті до 900 м над рівнем моря. Живляться безхребетними і дрібними хребетними. Гніздяться в гніздах деревних термітів. В кладці 3-4 білих, округлих яйця. Інкубаційний період триває 23 дні, насиджують і самиці, і самці. Пташенята покидають гніздо через 25 днів після вилуплення.